# دالة مينكوفسكي

التمثيل البياني للدالة.

دالة مينكوفسكي أو دالة "علامة الاستفهام" هي دالة رياضية بنيت بواسطة عالم الرياضيات الألماني الروسي هيرمان مينكوفسكي، يُرمز للدالة بالرمز {\displaystyle ?(x)}.

## تعريف
إذا كان [a0; a1, a2, …] هو تمثيل الكسر المستمر لعدد غير نسبي x، فإن:
{\displaystyle \operatorname {?} (x)=a_{0}+2\sum _{n=1}^{\infty }{\frac {\left(-1\right)^{n+1}}{2^{a_{1}+\cdots +a_{n}}}},}
بينما إذا كان [a0; a1, a2, …, am] هو تمثيل الكسر المستمر لعدد نسبي x، فإن:
{\displaystyle \operatorname {?} (x)=a_{0}+2\sum _{n=1}^{m}{\frac {\left(-1\right)^{n+1}}{2^{a_{1}+\cdots +a_{n}}}}.}